# Jevgenij Nikiforov

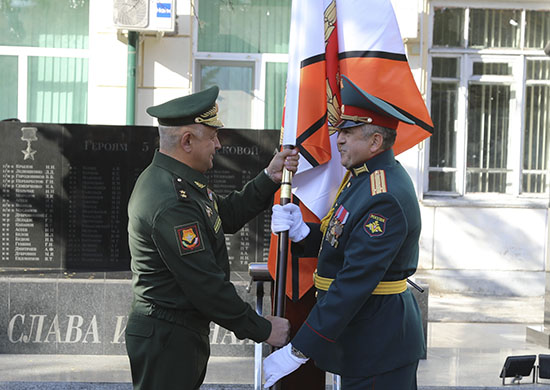
Generallöjtnant Jevgenij Nikiforov (till vänster) överlämnar en fana till 5:e fältarmén, 2016

Jevgenij Valerievitj Nikiforov (ryska: Евгений Валерьевич Никифоров), född 10 september 1970 i Аksjа i Tjita oblast i Ryssland, är en rysk arméofficer.
Jevgenij Nikiforov utbildades på i Ussurijsk Suvorov militärskola i Ussurijsk med examen 1987 och på Kolomensk artilleribefälsskola i Kolomna med examen 1991. Han tjänstgjorde därefter till 2001 i 83:e separata luftburna anfallsbrigaden i  Ussurijsk. Åren 2001–2003 studerade han vid Rysslands försvarsmakts allmänna militärakademi i Moskva samt 2010–2012 vid Rysslands försvarsmakts generalstabs militärakademi i Moskva. 
Från januari 2017 var han befälhavare för Ryska federationens 58:e armé i Södra militärdistriktet och 2019–2020 biträdande chef för Västra militärdistriktet. År 2020 blev han stabschef samt förste vice befälhavare för Östra militärdistriktet.
Han ersatte vid årsskiftet 2022/2023 Sergej Surovikin som befälhavare för de ryska invasionsstyrkorna (västra armégruppen) i Ukraina. Surovkin hade varit chef sedan juni 2022.